# Мечеть Панбари

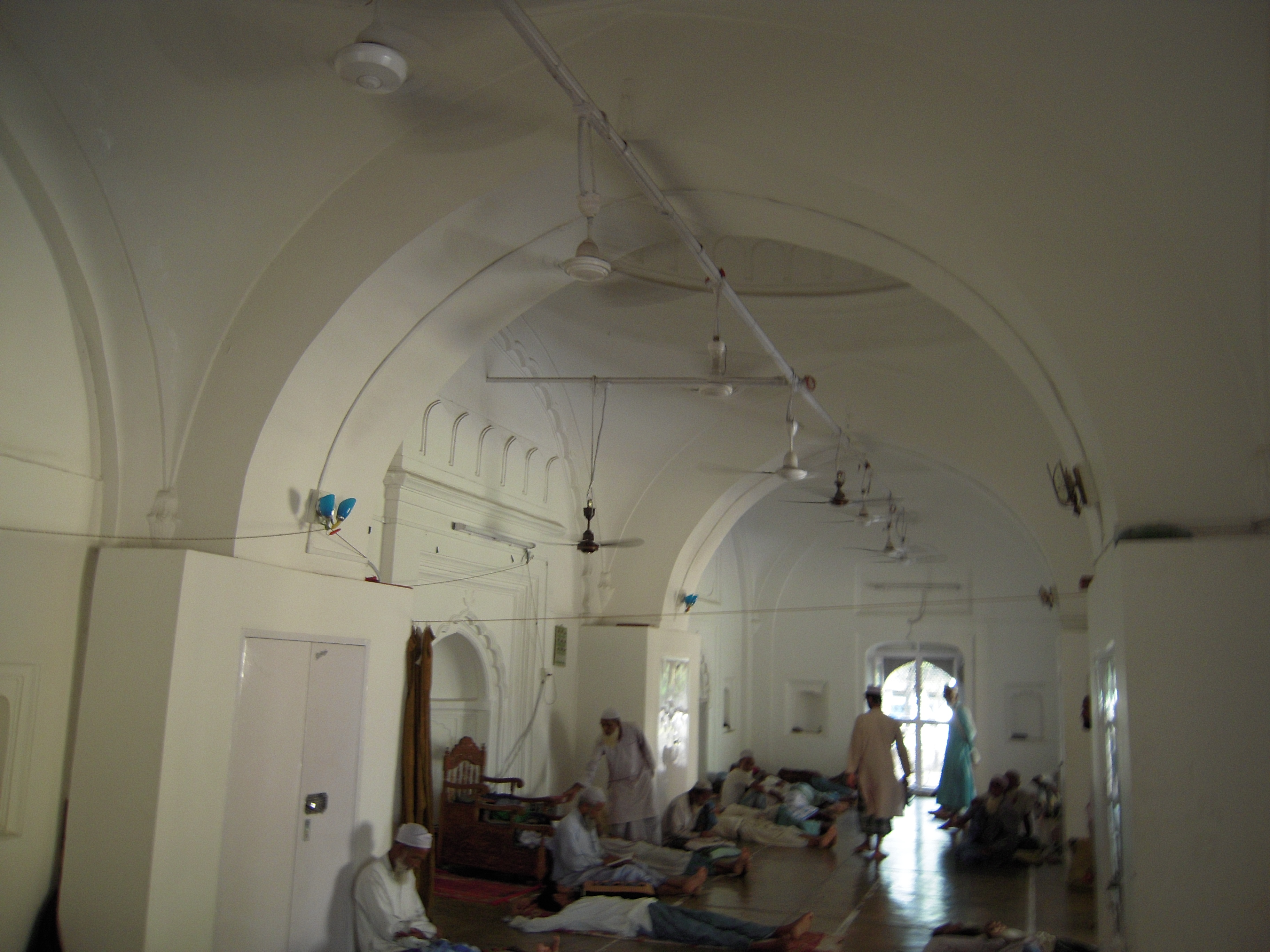
Интерьер мечети

Мечеть Панбари — мечеть в Ассаме, Индия.

## История и архитектура
Историческая мечеть Панбари или мечеть Рангамати является превосходным примером большого архитектурного достижения империи Великих Моголов XVI—XVI веков. Мечеть была построена шахом Хуссейном 1493 и 1519 года, в то время губернатором Бенгалии. Эта мечеть использовалась как молитвенный зал для солдат.
Когда-то, при правлении и господстве правителей Рангамати это был преуспевающий регион и в него стекались большие массы людей. Из-за отсутствия должного обслуживания, мечеть теряет свой прежний облик и может в не столь далеком будущем принять печальную участь многих памятников архитектуры в Индии.